# Cantus Lucidus
«Cantus Lucidus» — шостий студійний альбом німецького симфонічного фольк-метал-гурту Coronatus. Реліз відбувся 5 грудня 2014 через лейбл Massacre Records.

## Список композицій
| #  | Назва                               | Тривалість |
| -- | ----------------------------------- | ---------- |
| 1. | «Schnee & Rosen»                    | 03:53      |
| 2. | «Deborah»                           | 03:02      |
| 3. | «No Holy Wars»                      | 04:49      |
| 4. | «The Elvenwell (I Can Give You...)» | 04:04      |
| 5. | «Freundschaft»                      | 04:38      |
| 6. | «Cathy's Floor»                     | 04:48      |
| 7. | «Unsterblich»                       | 04:02      |
| 8. | «Autumn Child (In My Dreams)»       | 04:47      |
| 9. | «Ihr habt die Schuld!»              | 08:01      |

## Учасники запису
- Кармен Р. Лорч — вокал
- Енні Малаес — вокал
- Мат Курт — барабани
- Олівер Ді. — гітари